# Плумагоар
Плумагоа́р (фр. Ploumagoar, брет. Plouvagor) — коммуна на северо-западе Франции, находится в регионе Бретань, департамент Кот-д’Армор, округ Генган, кантон Генган. Пригород Генгана, примыкает к нему с юго-востока. Через территорию коммуны проходит национальная автомагистраль N12.
Население (2019) — 5 409 человек. 

## География
Коммуна расположена приблизительно в 410 км к западу от Парижа, в 120 км северо-западнее Ренна, в 28 км к западу от Сен-Бриё.
Вдоль западной границы коммуны протекает река Триё (фр. Trieux).

## История
В V-VI веках бритты под давлением англосаксов стали перемещаться из Британии на территорию полуострова Арморика. Они основали поселение Плумагоар на месте бывшего римского города. 

## Достопримечательности
- Усадьба Локмария (XVIII век). Исторический памятник с 1985 года[2]
- Монастырь Нотр-Дам-де-Провиденс. Основан в 1676 году в Генгане, в 1915 году передан в Пабю, а в 1983 году — в Плумагоар
- Церковь Святого Петра

## Экономика
Структура занятости населения:
- сельское хозяйство — 1,0 %
- промышленность — 14,8 %
- строительство — 15,8 %
- торговля, транспорт и сфера услуг — 48,9 %
- государственные и муниципальные службы — 19,5 %

Уровень безработицы (2018) — 9,1 % (Франция в целом —  13,4 %, департамент Кот-д’Армор — 11,5 %). 

Среднегодовой доход на 1 человека, евро (2018) — 21 360 (Франция в целом — 21 730, департамент Кот-д’Армор — 21 230).
В 2007 году среди 3047 человек в трудоспособном возрасте (15—64 лет) 2187 были экономически активными, 860 — неактивными (показатель активности — 71,8 %, в 1999 году было 66,7 %). Из 2187 активных работали 2003 человека (1029 мужчин и 974 женщины), безработных было 184 (83 мужчины и 101 женщина). Среди 860 неактивных 240 человек были учениками или студентами, 317 — пенсионерами, 303 были неактивными по другим причинам.

## Демография
Динамика численности населения, чел.

## Администрация
Пост мэра Плоумагоара с 2018 года занимает Янник Эшвес (Yannick Echevest). На муниципальных выборах 2020 года возглавляемый им левый список победил во 2-м туре, получив 36,55 % голосов (из трех списков).
| Период | Период | Фамилия          | Партия                              | Примечания                                                                                                 |
| ------ | ------ | ---------------- | ----------------------------------- | --- |
| 1959   | 1978   | Луи Керомес      | Социалистическая партия             | инженер компании EDF                                                                                       |
| 1978   | 2001   | Кристиан Ле Верж | Французская коммунистическая партия | преподаватель колледжа, вице-президент Генерального совета департамента, член Регионального совета Бретант |
| 2001   | 2010   | Ив Лольерик      | Разные левые                        | руководитель предприятия                                                                                   |
| 2010   | 2020   | Бернар Амон      | Разные левые                        | пенсионер, член Совета департамента                                                                        |
| 2020   |        | Янник Эшвес      | Разные левые                        | врач-психолог                                                                                              |